# Roxanne Dufter
Roxanne Dufter (Kempten, 13 februari 1992) is een voormalig langebaanschaatsster uit Duitsland. Zij is de zus van langebaanschaatser Joel Dufter.
Dufter debuteerde in wereldbekerverband in december 2013 in Berlijn. In 2016 verkreeg ze een startbewijs voor de WK Allround in Berlijn door in een skate-off Bente Kraus te verslaan. In seizoen 2017/2018 maakte ze de overstap van sprinten naar allrounden wat haar bracht naar de Olympische Winterspelen 2018 in PyeongChang. Tevens behaalde ze brons op het eerste EK Afstanden op het onderdeel ploegenachtervolging met Gabriele Hirschbichler en Michelle Uhrig.

## Persoonlijke records[4]
| Afstand    | Tijd    | Datum            | Baan           |
| ---------- | ------- | ---------------- | -------------- |
| 500 meter  | 39,27   | 25 februari 2017 | Calgary        |
| 1000 meter | 1.14,61 | 25 februari 2017 | Calgary        |
| 1500 meter | 1.53,96 | 16 februari 2020 | Salt Lake City |
| 3000 meter | 4.03,53 | 1 december 2017  | Calgary        |
| 5000 meter | 7.18,45 | 5 oktober 2019   | Inzell         |

## Resultaten
| Jaar | EK Allround           | EK Sprint              | WK Sprint               | WK Allround             | WK Afstanden                         | Olympische Spelen                    | Wereldbeker                                 | WK Junioren                        |
| ---- | --------------------- | ---------------------- | ----------------------- | ----------------------- | ------------------------------------ | ------------------------------------ | ------------------------------------------- | ---------------------------------- |
| 2009 |                       |                        |                         |                         |                                      |                                      |                                             | 17e 1000m 25e 1500m 11e massastart |
| 2010 |                       |                        |                         |                         |                                      |                                      |                                             | 32e 1000m 33e 1500m 18e massastart |
|      |                       |                        |                         |                         |                                      |                                      |                                             |                                    |
| 2014 |                       |                        |                         |                         |                                      |                                      | 41e 1000m 0p 1500m 17e massastart           |                                    |
| 2015 |                       |                        |                         |                         |                                      |                                      | 50e 1000m 45e 1500m 45e 3k/5k               |                                    |
| 2016 |                       |                        |                         | NC17 (17e, 19e, 14e, -) | 19e 1000m 22e 1500m 4e achtervolging |                                      | 53e 500m 27e 1000m 29e 1500m 38e massastart |                                    |
| 2017 |                       | 11e (16e, 9e, 13e, 8e) | 21e (27e, 7e, 26e, 18e) |                         | 22e 1000m 19e 1500m 4e achtervolging |                                      | 0p 500m 22e 1000m 13e 1500m                 |                                    |
| 2018 |                       |                        |                         |                         |                                      | 24e 1500m 23e 3000m 6e achtervolging | 55e 1000m 14e 1500m 25e 3k/5k               |                                    |
| 2019 | 8e (12e, 8e, 11e, 8e) |                        |                         | NC19 (20e, 17e, 17e, -) | 11e 1500m 15e 3000m 19e massastart   |                                      | 22e 1500m 17e 3k/5k 18e massastart          |                                    |
| 2020 |                       |                        |                         | NC21 (19e, 23e, 19e, -) | 12e 1500m 15e 3000m                  |                                      | 22e 1500m 16e 3k/5k                         |                                    |

(#, #, #, #) = afstandspositie op sprinttoernooi (500m, 1000m, 500m, 1000m) of op allroundtoernooi (500m, 3000m, 1500m, 5000m).
NC17 = niet gekwalificeerd voor de laatste afstand, maar wel als 17e geklasseerd in de eindrangschikking
0p = wel deelgenomen, maar geen punten behaald.